# Klaus Jürgen Bade

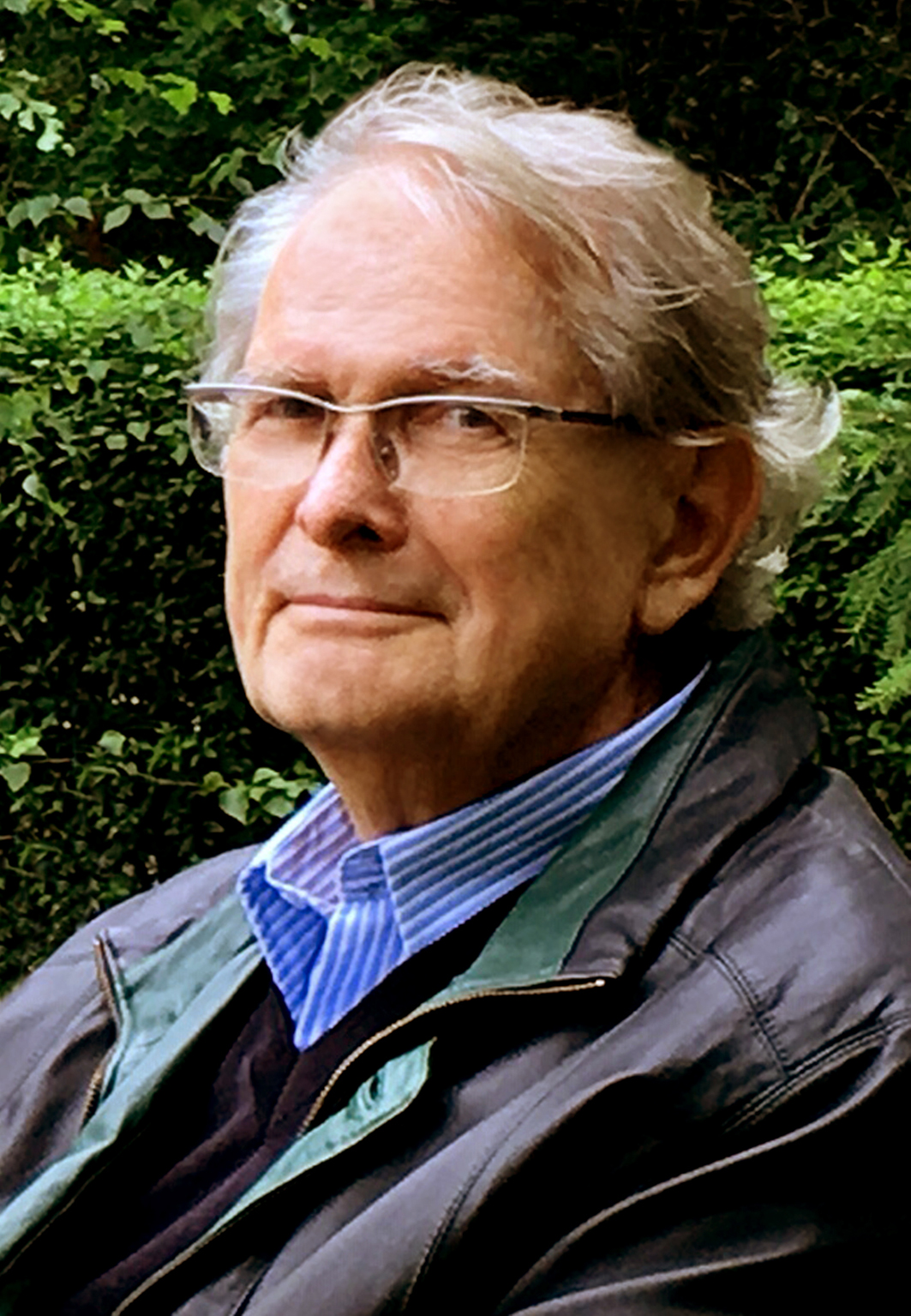
Klaus J. Bade 2019

Klaus Jürgen Bade (* 14. Mai 1944 in Sierentz im Elsass) ist ein deutscher Historiker und emeritierter Professor für Neueste Geschichte im Fachbereich Kultur- und Geowissenschaften der Universität Osnabrück. Seine Arbeitsschwerpunkte sind Kolonialgeschichte, historische Arbeitsmarktforschung, historische und gegenwartsbezogene Migrationsforschung sowie kritische Politikbegleitung.

## Leben und Wirken
Klaus J. Bade studierte Geschichtswissenschaften, Germanistik, Politik- und Sozialwissenschaften und wurde 1972 an der Friedrich-Alexander-Universität Erlangen-Nürnberg (FAU) promoviert. Von 1972 bis 1979 war er wissenschaftlicher Assistent für Neuere Geschichte (Walther Peter Fuchs/Michael Stürmer) und von 1977 bis 1978 Stipendiat der Deutschen Forschungsgemeinschaft (DFG). Die Habilitation erfolgte 1979 für das Fachgebiet Neuere und Neueste Geschichte. Anschließend arbeitete er als Privatdozent und Akademischer Oberrat. Nach Vertretung des Lehrstuhls für Neuere und Neueste Geschichte (Josef Becker) an der Universität Augsburg (1980/81) lehrte er als Professor an der FAU Erlangen-Nürnberg.
1982 wurde er auf den Lehrstuhl für Neueste Geschichte an der Universität Osnabrück berufen. Eine zeitgleich angekündigte Berufung auf den Lehrstuhl für Wirtschafts- und Sozialgeschichte (Nachfolge Hermann Kellenbenz) an der Wirtschafts- und Sozialwissenschaftlichen Fakultät der FAU in Nürnberg griff er nicht auf. Einen Ruf an die Universität Freiburg (Nachfolge Heinrich August Winkler) lehnte er 1993 ab. Mit dem umfänglichen Bleibeangebot der niedersächsischen Landesregierung wurde der Auf- und Ausbau des von Bade initiierten Osnabrücker Instituts für Migrationsforschung und Interkulturelle Studien (IMIS) gesichert.
Zu Migration und Integration in Geschichte und Gegenwart leitete Bade diverse nationale und internationale Forschungsprojekte und veröffentlichte zahlreiche Bücher, Aufsätze sowie Medienbeiträge und wurde für sein Engagement in Forschung und kritischer Politikbegleitung mehrfach ausgezeichnet. Er hat viele Dissertationen und mehrere Habilitationen betreut. Sein wichtigster akademischer Schüler ist der Migrationshistoriker Jochen Oltmer.
Bade war in seinen zentralen Arbeitsbereichen hauptsächlich als Historiker tätig, aber auch als Wissenschaftsorganisator, politischer Publizist, Politik- und Strategieberater. Forschungsschwerpunkte waren Kolonialgeschichte (Thema seiner Dissertation), historische Migrations- und Arbeitsmarktforschung (Thema seiner Habilitationsschrift 1979) sowie gegenwartsbezogene und angewandte Migrationsforschung. Bade wurde im Jahr 2007 emeritiert und lebt heute zusammen mit seiner Frau, der Historikerin und Kulturberaterin Susanne C. Meyer, in Berlin und in einem Dorf in Mecklenburg-Vorpommern, wo er sich im Klassenraum der alten Dorfschule eine Atelierwerkstatt eingerichtet hat.

## Wissenschaftliche Tätigkeit und Engagement
Wissenschaftlich gilt Bade als Begründer der modernen Sozialhistorischen Migrationsforschung in Deutschland. Er legte dazu schon in den 1970er Jahren ein programmatisches und mit konkreten Postulaten verbundenes historiographisches Konzept vor. Demzufolge sollte Migration als historisches Phänomen, Potenzial und Problem nicht isoliert, sondern im Zusammenhang der Entwicklung von Bevölkerung und Wirtschaft, Kultur, Gesellschaft und Staat in Zielgebieten und Ausgangsräumen betrachtet und analysiert werden.
Seit den 1980er Jahren setzte er sich dafür ein, Ergebnissen wissenschaftlicher Forschung zu Migration und Integration in Politik und Öffentlichkeit mehr Gehör zu verschaffen und damit zur Versachlichung der öffentlichen und politischen Debatten beizutragen. Seine Initiativen in diesem Zusammenhang reichten von der in Deutschland ersten epochenübergreifend vergleichenden, interdisziplinären und internationalen Migrationskonferenz im Jahr 1982 über seine ab 2000 in mehreren Sprachen erschienene europäische Migrationsgeschichte bis zu der Enzyklopädie Migration in Europa von 2007.
Aus seinen an die Öffentlichkeit gewandten Schriften stammen viele gängig gewordene Formulierungen wie z. B. „Homo migrans“, „Integration ist keine Einbahnstraße“, „Integration in Deutschland ist besser als ihr Ruf im Land“, Konzepte wie das der – Versäumnisse auf beiden Seiten ausgleichenden – „nachholenden Integrationsförderung“, aber auch operationale und intentionale Definitionen wie das zusammen mit Michael Bommes vorgeschlagene Verständnis von Integration als „messbare Teilhabe an den zentralen Bereichen des gesellschaftlichen Lebens“.
Bade warb in diesem Sinne dafür, Migrations- und Integrationspolitik als „Zentralbereiche der Gesellschaftspolitik“ zu verstehen. Angesichts der lange anhaltenden „defensiven Erkenntnisverweigerung“ von Politik gegenüber diesem Handlungsauftrag warnte der parteiunabhängige Migrationsforscher seit Anfang der 1980er Jahre vor den politischen und gesellschaftlichen Folgen mangelnder Gestaltungsbereitschaft, bis hin zur möglichen Beschädigung der parlamentarischen Demokratie durch eine von den Rändern in die Mitte ausgreifende Radikalisierung. Bezüglich der später einsetzenden migrations-, asyl- und integrationspolitischen Aktivitäten warnte er vor mangelnder Einsicht in die Grenzen der Gestaltbarkeit von Migration und Integration sowie vor Stimmungsrückschlägen durch populistisch übersteigerte und dann enttäuschte Erwartungen in eine scheinbar umfassende Problemlösung per Gesetz.
Bade bemühte sich seit den 1980er Jahren im Sinne Angewandter Migrationsforschung um die Kooperation zwischen Wissenschaft und Praxis im Blick auf die Beobachtungsfelder und Gestaltungsaufgaben von Migration, Flucht und Integration. Wegweisend war dabei sein operationales Konzept des „doppelten Dialogs“: einerseits in der interdisziplinären Kommunikation zwischen Experten der Forschung und andererseits zwischen diesen und Experten der verschiedensten Praxisbereiche und der Politik. Hier engagierte er sich als Wissenschaftler, politischer Publizist, kritischer Politikbegleiter in den Medien sowie als Experte und Strategieberater bei Politik, Behörden und Verbänden auf Bundes- und Länderebene.
Das galt nach der Jahrhundertwende auf der Bundesebene zum Beispiel für seine wissenschaftliche und publizistische Begleitung des Wegs zum Bundesamt für Migration und Flüchtlinge (BAMF), dessen Wissenschaftlichem Beirat er von Beginn an angehörte und das nach seinem Gründungskonzept „Bundesamt für Migration und Integration“ hätte heißen und mit einem „Bundesamt für Migrations- und Integrationsforschung“ hätte verbunden werden sollen. Es galt auf der Länderebene zum Beispiel für seine Mitwirkung im Integrationsbeirat von NRW-Minister Armin Laschet in dessen besonders auf Integrationsfragen ausgerichteten Querschnittsressort. Auf der Verbandsebene galt es zum Beispiel für seine fast zwei Jahrzehnte umfassende Mitgliedschaft im – seinerzeit von ihm selbst konzipierten – Fachbeirat der Otto Benecke Stiftung e. V. Und auf der NGO-Ebene galt es zuletzt besonders für seinen Einsatz für die Rettung schiffbrüchiger Flüchtlinge im Mittelmeer als Mitglied der ersten Stunde bei dem privaten Rettungswerk SOS Méditerranée: Europäische Gesellschaft zur Rettung Schiffbrüchiger im Mittelmeer.
Der Verbindung von Forschung, kritischer Politikbegleitung und Politikberatung im Sinne angewandter Migrationsforschung galten zahlreiche, von Bade ausgegangene organisatorische Initiativen. Dabei ging es ihm darum, Forschung durch Organisation zu stärken sowie Forschungsergebnisse gegenüber der politischen Gestaltung klarer und fordernder zu positionieren.
Vom Osnabrücker IMIS aus war Bade in diesem Zusammenhang Initiator und Mitbegründer zahlreicher Organisationen und Gesellschaften zu Forschung und Beratung im Bereich von Migration und Integration. Dazu gehörten u. a. der bundesweite interdisziplinäre Rat für Migration (RfM) und die ebenfalls bundesweite Gesellschaft für Historische Migrationsforschung (GHM). Im engeren Bereich der Politikberatung war Bade Stellvertretender Vorsitzender des Sachverständigenrates der Bundesregierung für Migration und Integration (Zuwanderungsrat) und bis 2012 Gründungsvorsitzender des von ihm konzipierten Sachverständigenrats deutscher Stiftungen für Integration und Migration (SVR) in Berlin. Der SVR war von Bade im Sinne seines Konzepts der kritischen Politikbegleitung über die Medien ursprünglich als eine höchstrangige wissenschaftliche Interessenvertretung gegenüber der Politik konzipiert worden. Nach seinem Ausscheiden 2012 verschob sich die dabei immer schwierige Balance zwischen wissenschaftlich fundierter Kritik und politischer „Ausgewogenheit“ beim SVR stärker zu Gunsten der „Ausgewogenheit“.
Bade selbst hingegen äußerte sich nach seinem Ausscheiden aus dem SVR öffentlich noch kritischer zur europäischen und deutschen Migrationspolitik sowie zur Rolle der Medien bezüglich dieser Problem- und Konfliktfelder. Besonderes Aufsehen erregten dabei seine pointierten Beiträge zur Sarrazindebatte und seine Kritik an der einseitig auf Abwehr ausgerichteten Flüchtlingspolitik in Deutschland und in Europa.
Mit seinen beiden letzten, auch autobiografisch geprägten Büchern zog sich Bade 2017/18 aus der öffentlichen und politischen Debatte zurück. Er verstand das expressis verbis auch als Beitrag zum Generationenwechsel in dem von ihm zusammen mit zunächst wenigen anderen Wissenschaftlern schon frühzeitig forcierten Engagement in Migrationsforschung, kritischer Politikbegleitung und wissenschaftlich fundierter Politikberatung in Sachen Migration, Flucht, Asyl und Integration.
2024 wurde am Berliner Institut für empirische Integrations- und Migrationsforschung (BIM) der Humboldt-Universität von der Gemeinnützigen Hertie-Stiftung der ‚Klaus J. Bade-Nachwuchspreis für Migrations- und Integrationsforschung‘ eingerichtet, mit dem exzellente Nachwuchswissenschaftler ausgezeichnet werden, die im Sinne von Klaus J. Bade ihre Forschungsergebnisse auch in den öffentlichen Diskurs einbringen.

## Auszeichnungen
- 2018 Ehrenmitglied der Otto Benecke Stiftung e. V.
- 2016 Ehrenmitglied des bundesweiten Rates für Migration
- 2008 Ehrenpreis der Türkischen Gemeinde in Deutschland für wissenschaftliches und praktisches Engagement in Migration und Integration
- 2007 Bundesverdienstkreuz Erster Klasse
- 2006 Jahrespreis der Helga und Edzard-Reuter-Stiftung
- 2004/05 Justus-Möser-Medaille der Stadt Osnabrück
- 2002 Philip-Morris-Forschungspreis

## Fellowships/Gastprofessuren
- Institute for Advanced Study der Niederländischen Akademie der Wissenschaften (NIAS) 1996/97 und 2002/03
- Wissenschaftskolleg zu Berlin 2000/2001
- St Antony’s College, Oxford Univ. 1985
- Center for European Studies, Harvard Univ. 1976/77

## Beiräte/Mitgliedschaften (Auswahl)
- Arbeitsstelle Interkulturelle Konflikte und gesellschaftliche Integration (AKI) am Wissenschaftszentrum für Sozialforschung (WZB), Steuerungsgruppe, 2003–2007
- Arbeitskreis für Wirtschafts- und Sozialgeschichte der Historischen Kommission für Niedersachsen und Bremen
- Beirat für Integration des Landes Nordrhein-Westfalen (2006–2010)
- Bündnis für Demokratie und Toleranz der Bundesministerien des Inneren und der Justiz, Beirat (2004–2008)
- Bundesamt für Migration und Flüchtlinge (BAMF), Forschungszentrum, Wiss. Beirat (2005–2019)
- Bundesinstitut für Bevölkerungsforschung (BIB) beim Statistischen Bundesamt, Kuratorium (2002–2007)
- Deutsches Auswandererhaus Bremerhaven (DAH), Kuratorium (2005–2008)
- EKD, Kommission für Ausländerfragen und ethnische Minderheiten (1993–1997)
- EKD, Kammer Migration und Integration (2013–2016)
- Gemeinnützige Hertie-Stiftung, START-Programm, Kuratorium (2002–2017)
- Gemeinsame kirchliche Arbeitsgruppe zum Problemfeld Asyl – Flüchtlinge – Migration (1995–1997)
- German-Israeli Foundation, Scientific Advisor (1993–2008)
- Gesellschaft für Historische Migrationsforschung (GHM): Initiator/Mitbegründer und Gründungsvorsitzender (1996)
- Institut für Migrationsforschung und Interkulturelle Studien (IMIS) der Universität Osnabrück: Initiator/Mitbegründer und Gründungsvorsitzender (1991–1997), Direktor 2002–2005
- Integrationsbeirat der Bundesregierung (2011–2017)
- Integrationsgipfel der Bundesregierung (2006–2014)
- Internationale Gesellschaft zur Erforschung des Weltflüchtlingsproblems (1993–2008)
- Islamkonferenz der Bundesregierung, Arbeitsgruppe 1: Grundsatzfragen (2006/07)
- Landeszentrum für Zuwanderung Nordrhein-Westfalen, Beirat (2000–2005)
- Niedersächsischer Landtag, Kommission zu Fragen von Migration und Teilhabe (2014–2017)
- Otto Benecke Stiftung e. V. (OBS), Fachbeirat (1999–2017)
- Sachverständigenkommission für den Sechsten Familienbericht ('Familien ausländischer Herkunft in Deutschland') der Bundesregierung, 1996–1999
- Sachverständigenrat der Bundesregierung für Zuwanderung und Integration (Zuwanderungsrat): stellv. Vorsitzender (2004–2005)
- Sachverständigenrat deutscher Stiftungen für Integration und Migration (SVR): Konzeptentwickler und Gründungsvorsitzender (2008–2012)
- Rat für Migration (RfM): Initiator/Mitbegründer, Mitglied im Gründungsvorstand/-beirat
- Sektion Migration und Ethnizität der Deutschen Gesellschaft für Soziologie (DGS)
- Unabhängige Kommission Zuwanderung (UKZu) der Bundesregierung, Gutachter (2000/01)
- Verband der Historiker und Historikerinnen Deutschlands
- Volkswagenstiftung, Vorsitzender des Wissenschaftlichen Beirats der Forschungsschwerpunkte „Das Fremde und das Eigene“ und „Die Konstruktion des Fremden“ (1993–2001); Mitglied des Kuratoriums (2002–2012)
- Wissenschaftlicher Beirat diverser historischer Ausstellungen, u. a.: „Von Fremden zu Frankfurtern“ (Historisches Museum Frankfurt a. M., 2003/04); „Hier geblieben: Zuwanderung und Integration in Niedersachsen seit dem Zweiten Weltkrieg“ (Niedersächsische Landeszentrale für politische Bildung, Hannover, 2000–2002); „Migration und Integration“ (Deutsches Historisches Museum Berlin, 2004/05); Deutsches Auswandererhaus Bremerhaven

## Schriften (Auswahl)
Autor
- Historische Migrationsforschung. Eine autobiografische Perspektive (= Historical Social Research (HSR). Supplement 30), GESIS, Köln 2018, online.
- Migration – Flucht – Integration. Kritische Politikbegleitung von der „Gastarbeiterfrage“ bis zur „Flüchtlingskrise“. Erinnerungen und Beiträge, Von Loeper Literaturverlag, Karlsruhe 2017.[18]
- Von Unworten zu Untaten. Kulturängste, Populismus und politische Feindbilder in der deutschen Migrations- und Asyldiskussion zwischen „Gastarbeiterfrage“ und „Flüchtlingskrise“. In: IMIS-Beiträge, 48/2016, S. 35–171.[16]
- Kritik und Gewalt. Sarrazin-Debatte, „Islamkritik“ und Terror in der Einwanderungsgesellschaft. Wochenschau-Verlag, Schwalbach am Taunus 2013.
- (zus. m. Jochen Oltmer): Normalfall Migration. Deutschland im 20. und frühen 21. Jahrhundert, Bundeszentrale für politische Bildung, Bonn 2004.
- Sozialhistorische Migrationsforschung. Gesammelte Aufsätze, hrsg. v. Michael Bommes, Jochen Oltmer (= Studien zur Historischen Migrationsforschung, Bd. 13), V&R unipress, Göttingen 2004.
- Europa in Bewegung. Migration vom späten 18. Jahrhundert bis zur Gegenwart (= Europa bauen), C.H. Beck, München 2000. ital. Ausg.: Rom/Bari: Editori Laterza 2001; franz. Ausg.: Paris: Éditions du Seuil 2002; span. Ausg.: Barcelona: Critica 2003; engl. Ausg.: Oxford: Blackwell 2003.
- Ausländer – Aussiedler – Asyl. Eine Bestandsaufnahme, C.H. Beck (= Beck’sche Reihe), München 1994.
- Vom Auswanderungsland zum Einwanderungsland? Deutschland 1880–1980. Colloquium, Berlin 1983.
- Transnationale Migration und Arbeitsmarkt (Habilitationsschrift, Universität Erlangen 1979), 950 Ms.; Internet-Ausgabe 2005 mit neuem Vorwort u. d. Titel: Land oder Arbeit? Transnationale und interne Migration im deutschen Nordosten vor dem Ersten Weltkrieg.
- Friedrich Fabri und der Imperialismus in der Bismarckzeit. Revolution – Depression – Expansion, Atlantis, Freiburg im Breisgau 1975.[6]

Herausgeber
- Begründer und Herausgeber/Mitherausgeber (bis 2013) der Studien zur Historischen Migrationsforschung (SHM), Verlag Ferdinand Schöningh.
- Begründer und Herausgeber/Mitherausgeber (bis 2007) der Schriften des Instituts für Migrationsforschung und Interkulturelle Studien (IMIS-Schriften) und der Beiträge des Instituts für Migrationsforschung und Interkulturelle Studien (IMIS-Beiträge).
- Migration – Ethnizität – Konflikt. Systemfragen und Fallstudien, Universitätsverlag Rasch, Osnabrück 1996.
- Die multikulturelle Herausforderung. Menschen über Grenzen – Grenzen über Menschen, C.H. Beck, München 1996.
- Das Manifest der 60. Deutschland und die Einwanderung, C.H. Beck, München 1994.
- Deutsche im Ausland – Fremde in Deutschland. Migration in Geschichte und Gegenwart, C.H. Beck, München 1992.
- Population, Labour and Migration in 19th and 20th Century Germany (= German Historical Perspectives, Bd. 1), Berg Publishers Ltd., Leamington Spa/Hamburg/New York 1987.
- Auswanderer – Wanderarbeiter – Gastarbeiter. Bevölkerung, Arbeitsmarkt und Wanderung in Deutschland seit der Mitte des 19. Jahrhunderts. Scripta Mercaturae, Ostfildern 1984.
- Imperialismus und Kolonialmission. Kaiserliches Deutschland und koloniales Imperium 1884–1914/18, Franz Steiner-Verlag, Wiesbaden 1982.
- als Mitherausgeber: Jahresgutachten mit Integrationsbarometer des Sachverständigenrates deutscher Stiftungen für Integration und Migration (SVR), Berlin 2012, 2011, 2010.
- als Mitherausgeber: Enzyklopädie Migration in Europa vom 17. Jahrhundert bis zur Gegenwart. 3. Auflage (dte. Ausgabe) Wilhelm Fink/Ferdinand Schöningh, Paderborn/München/Wien/Zürich 2010. Engl. Ausg. Cambridge UP 2011.
- als Mitherausgeber: Nachholende Integrationspolitik und Gestaltungsperspektiven der Integrationspraxis, V&R unipress, Göttingen 2007.
- als Mitherausgeber: Jahresgutachten des Sachverständigenrates für Zuwanderung und Integration (Zuwanderungsrat) der Bundesregierung, Berlin 2004.
- als Mitherausgeber: Migrationsreport. Fakten – Analysen – Perspektiven (Rat für Migration), Campus, Frankfurt a. M./New York 2000, 2002, 2004.
- als Mitherausgeber: Familien ausländischer Herkunft in Deutschland. Sechster Familienbericht i. A. des Bundesministeriums für Familie, Senioren, Frauen und Jugend, Bonn 2000.
- als Mitherausgeber: Migration Past – Migration Future. Germany and the United States (American Academy of Arts and Sciences), Berghahn Books, Providence RI 1997.
- als Mitherausgeber: Europa und die Dritte Welt. Kolonialismus – Gegenwartsprobleme – Zukunftsperspektiven, Metzler Schulbuchverlag, Stuttgart 1992.